# Melanomyza nubecula
Melanomyza nubecula är en tvåvingeart som beskrevs av Malloch 1926. Melanomyza nubecula ingår i släktet Melanomyza och familjen lövflugor.
Artens utbredningsområde är Panama. Inga underarter finns listade i Catalogue of Life.